# Иглинг
Иглинг (њем. Igling) општина је у њемачкој савезној држави Баварска. Једно је од 31 општинског средишта округа Ландсберг ам Лех. Према процјени из 2010. у општини је живјело 2.407 становника. Посједује регионалну шифру (AGS) 9181127.

## Географски и демографски подаци
Иглинг се налази у савезној држави Баварска у округу Ландсберг ам Лех. Општина се налази на надморској висини од 593–611 метара. Површина општине износи 26,4 km². У самом мјесту је, према процјени из 2010. године, живјело 2.407 становника. Просјечна густина становништва износи 91 становника/km².